# Straßenbahn Bad Homburg vor der Höhe

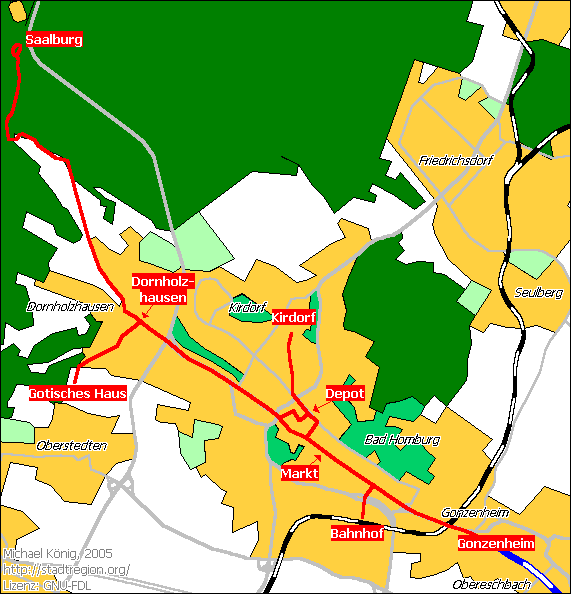
Liniennetz der Homburger Straßenbahn

Die Straßenbahn Bad Homburg vor der Höhe verkehrte von 1899 bis 1971. Als elektrische, normalspurige Straßenbahn wurde sie am 26. Juli 1899 in Betrieb genommen. Sie erschloss die Stadt Homburg vor der Höhe, seit 1912 Bad Homburg vor der Höhe. Ihre Betriebsgesellschaft war das Elektrizitätswerk Homburg v.d.H. AG (EAG), eine Tochtergesellschaft der Elektrizitäts-AG vormals W. Lahmeyer & Co. in Frankfurt am Main.

## Gründung

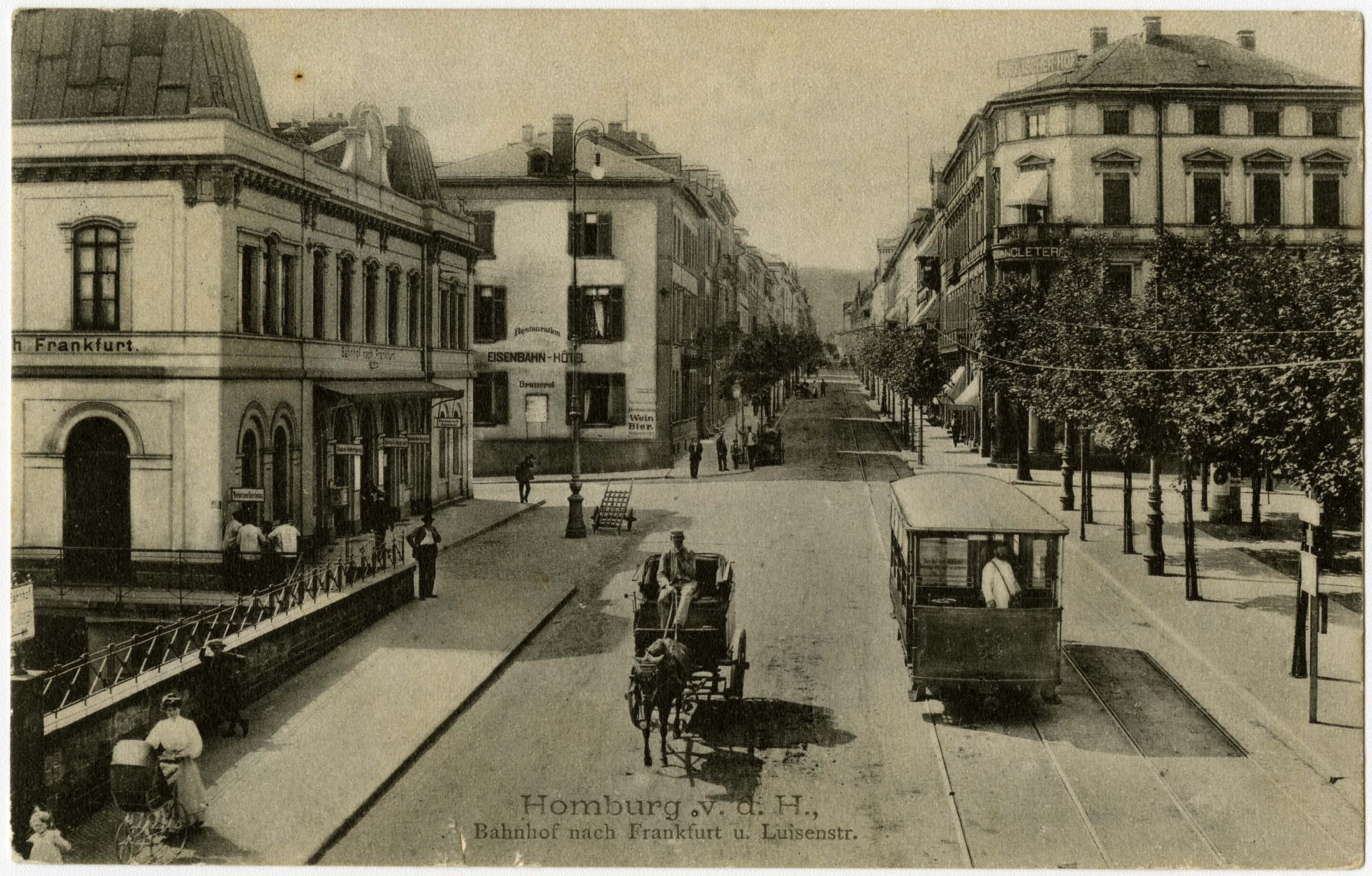
Alter Bahnhof (links) und Luisenstraße mit Straßenbahn (um 1900)

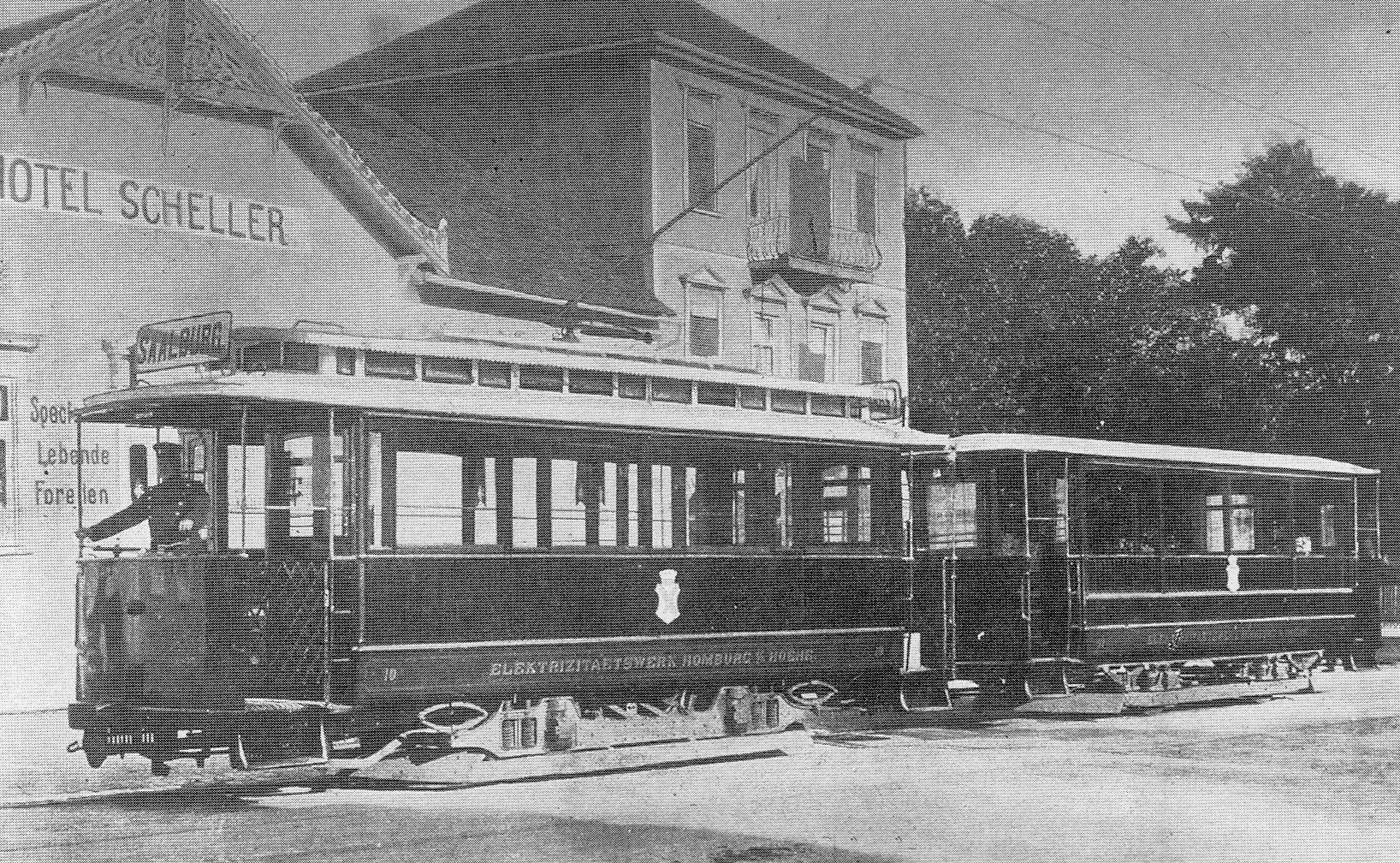
Straßenbahn zur Saalburg in Dornholzhausen, (um 1900)

Das preußische Ministerium der öffentlichen Arbeiten erteilte mit einem Erlass vom 22. Februar 1897 die Genehmigung für die Planung einer Schienenverbindung Frankfurt-Homburg-Dornholzhausen. Danach stellte das Elektrizitätswerk Homburg v.d.H. AG (EAG) den Antrag für den Bau einer meterspurigen elektrischen Bahn vom Homburger Bahnhof nach Dornholzhausen mit einer möglichen Erweiterung zur Saalburg. Daneben gab es noch weitere Planungen auf verschiedenen Trassen, wie zum Beispiel von der Württembergischen Eisenbahn-Gesellschaft, mit verschiedenen Antriebstechniken, wie Akkumulator oder Dampfmaschine. Der Vertrag zwischen dem Homburger Magistrat und der EAG wurde schließlich Ende Februar 1898 abgeschlossen. Zwischen dem 1. Mai und dem 15. Oktober eines jeden Jahres sollte ein ausschließlicher elektrischer Betrieb stattfinden. In der übrigen Zeit war auch ein Betrieb als Pferdebahn zulässig, der zwischen dem damaligen Homburger Bahnhof und Dornholzhausen eingeschränkt verkehren durfte. Der Bahnbau der Strecke ging 1898 zügig voran. Verzögerungen gab es unter anderem wegen Lieferschwierigkeiten der Fahrzeughersteller. Zuerst fanden Probefahrten mit Pferdekraft, ab dem 6. Juli 1899 auch mit elektrischem Antrieb statt. Die Betriebsgenehmigung wurde am 25. Mai 1899 für 50 Jahre erteilt. Die Abnahme der ersten Strecke fand am 22. Juli 1899 und die Eröffnung vier Tage später statt. Die Strecke war in Normalspur angelegt, um einen Anschluss an das Streckennetz der Straßenbahn Frankfurt am Main zu ermöglichen. Die Stromabnahme erfolgte aus der Oberleitung mit Rollenstromabnehmern.

## Aufbau eines Liniennetzes

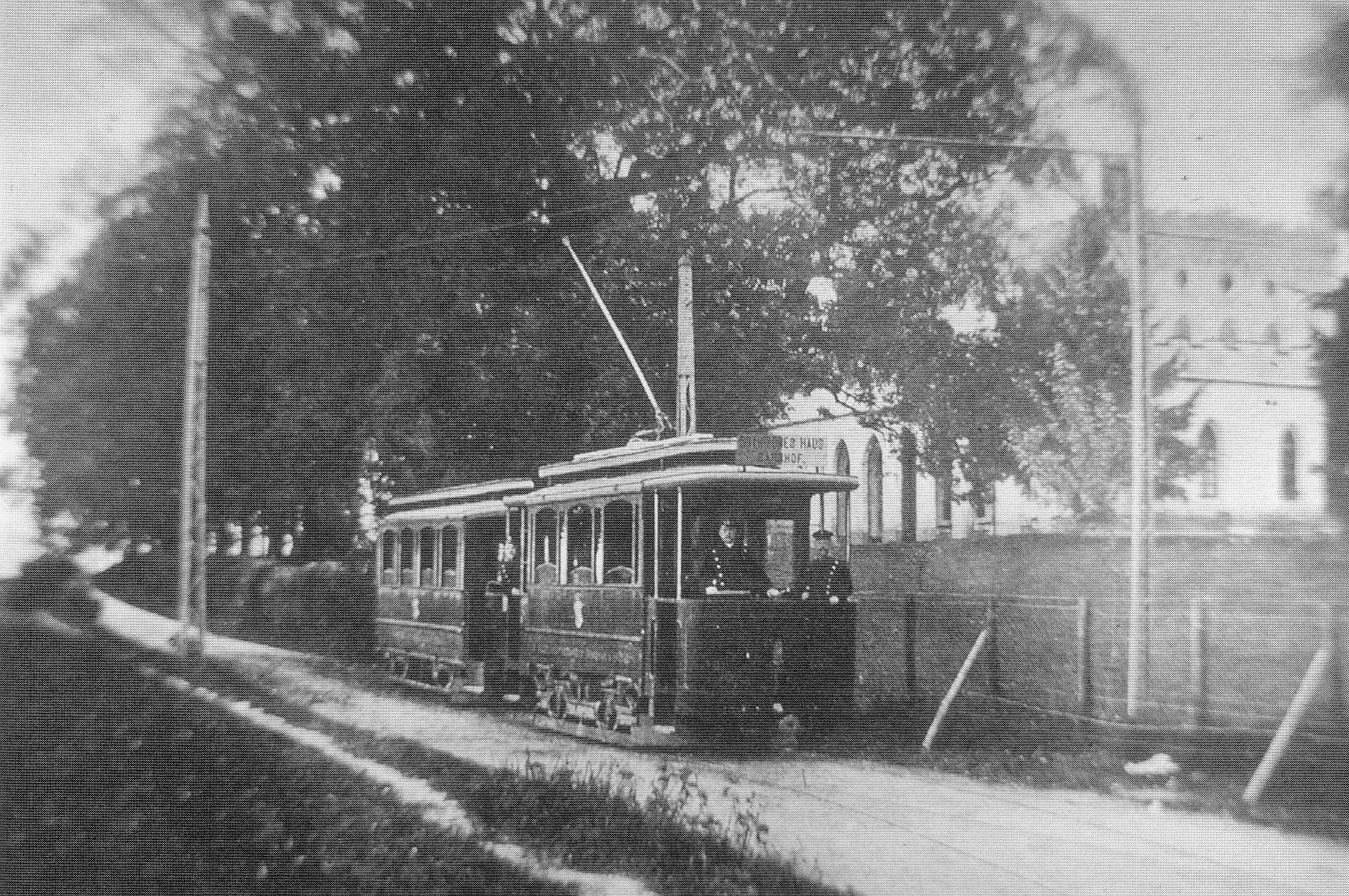
Homburger Straßenbahn am Gotischen Haus, (um 1900)

Die erste Strecke führte vom Rondell (heute: Europakreisel) an der Stadtgrenze über die Louisenstraße vorbei am Bahnhof Homburg Neu (Usinger Bahnhof) zum Alten Bahnhof (heute Rathaus) durch die lang gezogene Innenstadt zum Kurhaus und zum Marktplatz. Dann führte sie durch die Haingasse und durch die engen Gassen der Altstadt über Höhestraße, Obergasse, Neue und Alte Mauergasse zum Untertor. Dort wurde auf der Dornholzhäuser Chaussee (heute: Saalburgstraße) die Ortsmitte der Nachbargemeinde Dornholzhausen erreicht. Dort führte die Strecke über den Landwehrweg und bog ab zum Ausflugspunkt Gotisches Haus. Dort endete sie auf Bad Homburger Territorium. Der erste Fahrplan sah zunächst einen Halbstundentakt vor, der jedoch wegen der großen Nachfrage bereits nach wenigen Tagen auf einen 15-Minuten-Takt verdichtet wurde. Zur Aufnahme des Betriebs standen nur drei der sieben Triebwagen der ersten Serie zur Verfügung. Diese Fahrzeuge besaßen zwei Elektromotoren mit je 20 PS Leistung. Im Sommer 1899 wurden die Fahrzeuge noch in einer Scheune einer ehemaligen Brauerei in der unteren Louisenstraße abgestellt. Mitte August 1899 konnte bereits alle zehn Minuten gefahren werden. Schon am 30. August 1899 kam eine Zweigstrecke von der Altstadt (Höhestraße) in das einige Jahre später eingemeindete Kirdorf hinzu, die halbstündlich von einem Triebwagen bedient wurde. In der Höhestraße lag auch das Depot mit drei Hallengleisen, das bis Ende 1899 errichtet wurde. Der kurze Abschnitt zwischen Bahnhof und Rondell wurde ab dem 1. September 1899 mit einer einzigen Fahrt am Morgen bedient, ab dem 15. Oktober 1899 folgte ein 80-Minuten-Takt.
Eine Besonderheit in den Anfangsjahren der Bad Homburger Straßenbahn waren die durchgestrichenen Zielschilder, wobei ein diagonaler Balken wie folgt als Farbkennung für die stadtauswärtigen Endstellen diente:
- grün: Saalburg
- blau: Kirdorf
- rot: Gotisches Haus
- gelb: Dornholzhausen.

Stadteinwärts existierte hingegen keine Farbmarkierung, nach einigen Jahren entfiel der Querstrich dann generell.

## Saalburgbahn

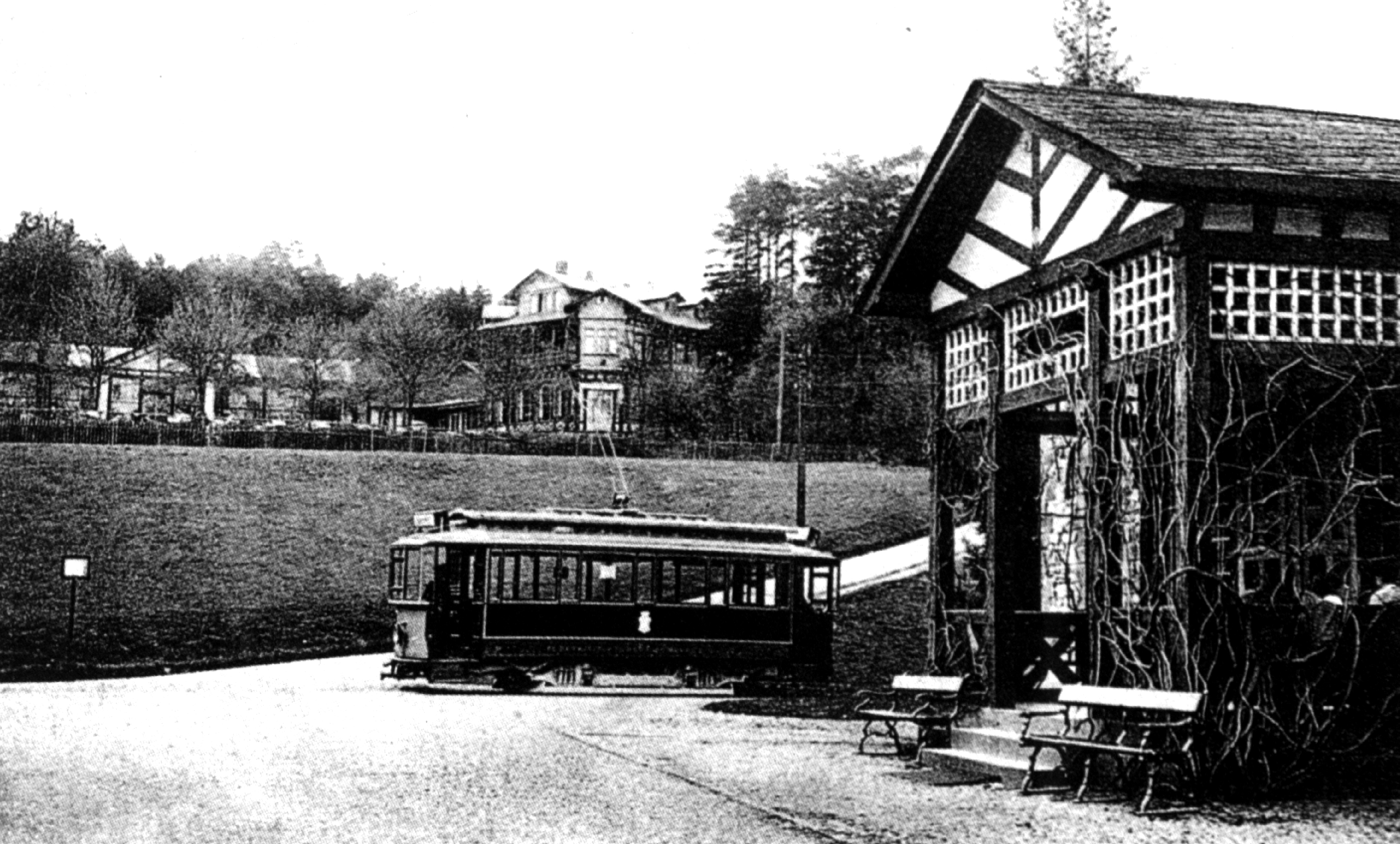
Die Endstation der Saalburgbahn, (um 1900)

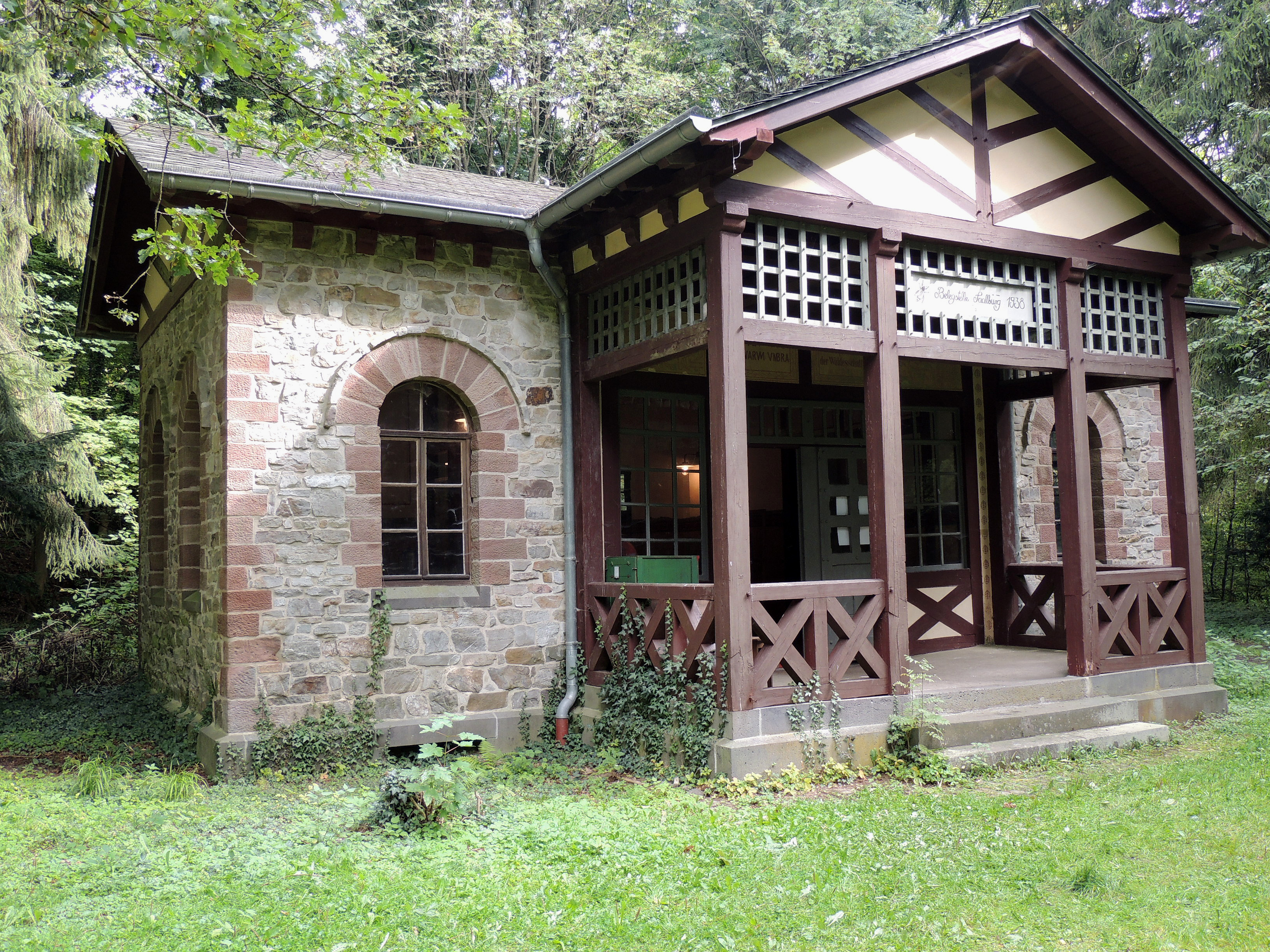
Empfangsgebäude an der Endstation im Jahr 2017

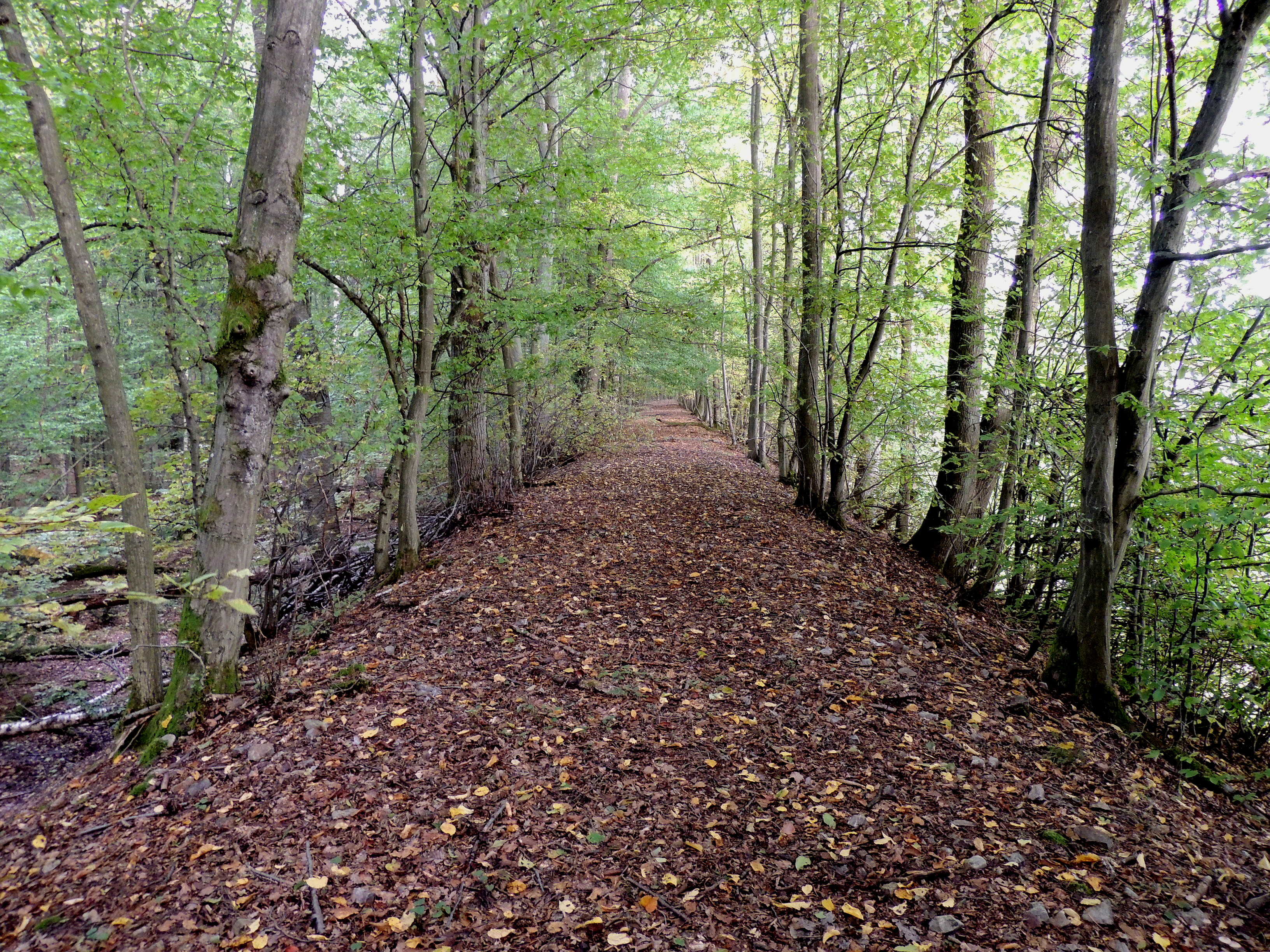
Ehemaliger Bahndamm der Saalburgbahn bei Dornholzhausen

Wichtigste Strecke im Netz war die Saalburgbahn von Dornholzhausen zum Römerkastell Saalburg auf dem Kamm des Taunus, deren Bauarbeiten im Sommer 1899 begannen. Für die bis zu 7 m tiefen Geländeeinschnitte im oberen und die Bahndämme im unteren Teil mussten 70.000 m³ Erde bewegt werden. Diese Linie wurde mit neuen, stärkeren Fahrzeugen am 3. Juni 1900 in Betrieb genommen und verlief überwiegend auf eigenem Bahnkörper. Die Strecke besaß eine größte Steigung von 1:18 (55,5 Promille) auf einer Strecke von etwa 2 km, die durchschnittliche Steigung auf der gesamten Strecke betrug etwa 1:25 (40 Promille). Der geringste Krümmungsradius betrug in der Bergstrecke 50 m im unteren Teil der Linie 25 m. Die Höhendifferenz zwischen dem damaligen Homburger Bahnhof (169 m NN) und dem Bergbahnhof Saalburg (374 m NN) betrug 206 m. Der Unterbau war in starker Packlage mit hoher Schotterfüllung hergestellt. Als Schienen wurden 115 mm hohe Vignolschienen verwendet, die auf hölzernen Schwellen befestigt waren. Die Oberleitung war an Gittermasten aufgehängt. Die Ausweichstellen waren so bemessen, dass ein Takt von 10 Minuten gefahren werden konnte. Die Fahrt von Dornholzhausen zur Saalburg dauerte 17 Minuten und vom damaligen Homburger Bahnhof 39 Minuten. Die polizeiliche Abnahme der neuen Strecke erfolgte am 1. Juni 1900; eine Eröffnungsfahrt für geladene Gäste fand am 2. Juni 1900 statt. Der planmäßige Betrieb wurde am folgenden Tag, Pfingstsonntag, aufgenommen.
Für die Saalburgbahn wurden 8 weitere etwas längere zweiachsige Triebwagen mit zwei Motoren mit je 27 PS Leistung bestellt. Diese besaßen eine elektrische Kurzschlussbremse, eine magnetische Bremse und eine mechanische Bremse an den Achsen. Vermutlich mussten zuerst Fahrzeuge der Hirschberger Talbahn eingesetzt werden, da die eigenen Fahrzeuge erst verspätet zur Verfügung standen. Ab 1900 wurden auch die vier ersten Beiwagen eingesetzt. Besonders beliebt bei den Fahrgästen waren einige offene Sommerwagen. Auf einzelnen Beiwagen wurden zudem offene Sitzplätze auf dem Wagendach installiert.
Das Empfangsgebäude der Endstation unterhalb der Saalburg wurde in „provinzialrömischem“ Stil ausgeführt. Dem lag ein Entwurf des Bad Homburger Architekten Louis Jacobi zugrunde, der für Kaiser Wilhelm II. auch die Saalburg rekonstruierte. Das Gebäude ist ein eingeschossiger Massivbau mit einem Satteldach. An den Traufseiten befinden sich Vorhallen in offener Fachwerkkonstruktion. Der Sockel, die Quader an den Ecken und die Gewände der Rundbogenfenster sind in Haustein vom rustikalen Bruchsteinmauerwerk abgesetzt. Der Bahnhof lag am Scheitelpunkt der dortigen Wendeschleife mit einem Radius von 20 m. Darüber hinaus gab es noch ein zusätzliches Abstellgleis. Der Bergbahnhof Saalburg wurde im Jahr 2005 aufwändig denkmalpflegerisch restauriert, wird heute von einem Imker-Verein genutzt und ist am „Tag der offenen Tür und Tag der Imkerei für Imker und Nichtimker“ öffentlich zugänglich.
Der Betrieb der Saalburgbahn wurde am 31. Juli 1935 eingestellt.

### Unfall am 18. Mai 1930
Am 18. Mai 1930 ereignete sich auf der Saalburgbahn der schwerste Unfall der Homburger Straßenbahn. Ein Zug aus Triebwagen und Beiwagen, der von der Saalburg kam, war an diesem Pfingstsonntag mit Fahrgästen wegen eines Unwetters überladen. Der Zug geriet bei der Talfahrt ins Gleiten und rutschte durch die Ausweichstelle, in der er den Gegenzug hätte abwarten müssen. Der Beiwagen des talfahrenden Zuges konnte durch den Schaffner noch abgebremst werden und riss sich nach der Kollision der beiden Züge vom talfahrenden Triebwagen los. Dieser und die mit ihm verkeilten beiden Fahrzeuge des bergfahrenden Zuges rollten noch etwa 100 m talwärts. Ein Fahrgast wurde getötet und zwei weitere Fahrgäste sowie der Fahrer und der Schaffner des talfahrenden Zuges erlitten schwere Verletzungen. In der Folgezeit wurden in den Beiwagen gesonderte Bremser eingesetzt.

## Höhepunkt
Im Jahr 1902 wurden auf der eingleisigen Strecke in der Louisenstraße weitere Ausweichstellen eingebaut, so dass der auf dieser Strecke in einem Fünf-Minuten-Takt gefahren werden konnte. Ein weiterer Schritt war der zweigleisige Ausbau für den Betrieb der Frankfurter Lokalbahn nach Frankfurt am Main. Im Jahr 1905 wurde die Altstadtbrücke gebaut, die jedoch erst ab dem 18. Mai 1908 von der Straßenbahn befahren werden durfte. Die bisherige Altstadtstrecke wurde danach nur noch für Umleitungen genutzt. Kleinere Erweiterungen brachte außerdem der Anschluss des neuen Bahnhofs am 26. Oktober 1907. Das Streckennetz war schließlich insgesamt rund 10 Kilometer lang. Es wurde von bis zu 15 Triebwagen und 12 Beiwagen befahren. Insgesamt wurden zwei Serien von Trieb- und Beiwagen in Dienst gestellt. Die Eröffnung der Strecke der Frankfurter Lokalbahn über Heddernheim zum Frankfurter Schauspielhaus im Jahr 1910 führte zu einem Aufschwung des Verkehrsaufkommens. Die Linien zur Saalburg und zum Gotischen Haus verkehrten jetzt alle 10 Minuten, so dass zwischen dem Bahnhof und Dornholzhausen ein Fünf-Minuten-Takt bestand. Die ständige Steigerung des Verkehrs fand durch den Beginn des Ersten Weltkriegs im Sommer 1914 und seine Folgen ein Ende.

## Ende des eigenständigen Betriebs

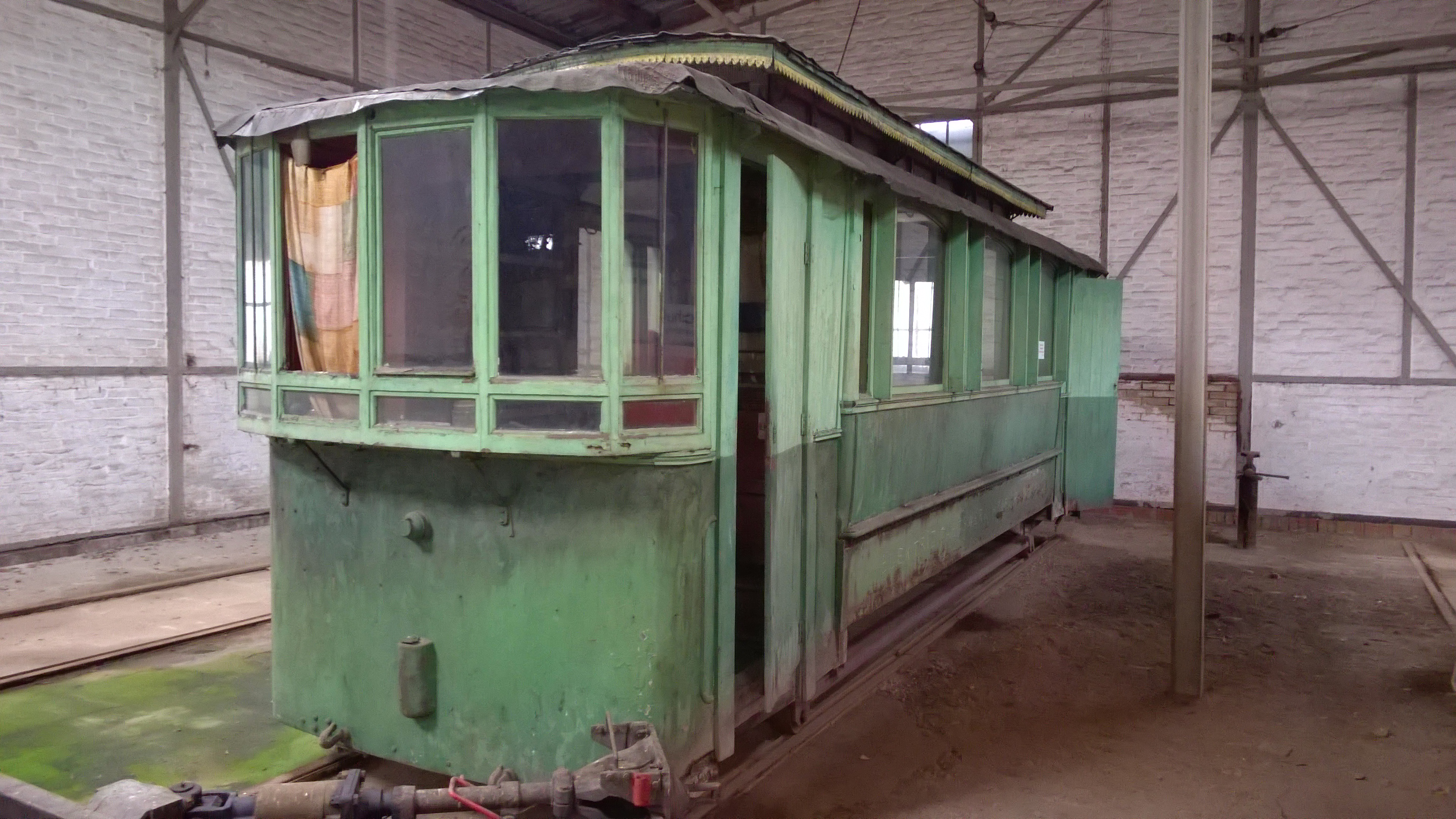
Aufbau des Wagens 2 in der Wagenhalle Neu-Isenburg (2015)

Das Ausbleiben des kaiserlichen Hofes und der fast völlige Rückgang des Besuches zahlungskräftiger Kurgäste verringerte die Zahl der Fahrgäste nach Kriegsende drastisch. In der Inflationszeit um 1923 wurde nur noch in geringem Umfang innerstädtischer Verkehr angeboten. In dieser Zeit endete der Betrieb zwischen Dornholzhausen und Gotischem Haus und ab 21. Juni 1933 auch zwischen dem Depot und Kirdorf. Aber auch die Hauptlinie, die in der Regel nur noch zwischen dem Marktplatz und der Saalburg verkehrte, wurde ab dem 1. August 1935 durch eine Omnibuslinie ersetzt. Alle nicht mehr benötigten Strecken wurden 1935/36 abgebaut. Die Straßenbahn Bad Homburg bestand konzessionsrechtlich bis zum 31. Dezember 1954, war aber zuletzt nur noch ein Infrastrukturunternehmen, dessen restliche Gleis- und Oberleitungsanlagen auf einer Strecke von zwei Kilometern durch die Frankfurter Lokalbahn genutzt wurden. Die vier offenen Sommerwagen wurden an die Straßenbahn Frankfurt am Main verkauft und von dieser im Ausflugsverkehr nach Bergen oder Schwanheim eingesetzt. Drei Triebwagen (u. a. Nr. 9 und 10) der Saalburgbahn wurden bis 1959 als Arbeitswagen bei der Frankfurter Lokalbahn (FLAG) und der Straßenbahn Frankfurt am Main eingesetzt. Wagen 9 bekam bei der FLAG die Nummer 21 und bei der Frankfurter Straßenbahn die Nummer 2027III. Wagen 10 wurde zum Turmtriebwagen umgebaut und bekam bei der FLAG die Nummer 22 und bei der Frankfurter Straßenbahn die Nummer 2024II. Alle übrigen Fahrzeuge wurden als Gartenhütten, Ställe für Kleintiere oder Hitlerjugend-Heim verwendet. Der Aufbau des Wagens 2 der Homburger Straßenbahn wurde 1986 in Neu-Anspach wiederentdeckt und gehört heute zum Bestand des Frankfurter Verkehrsmuseums. Er ist in der Wagenhalle Neu-Isenburg eingelagert.

## Folgenutzung

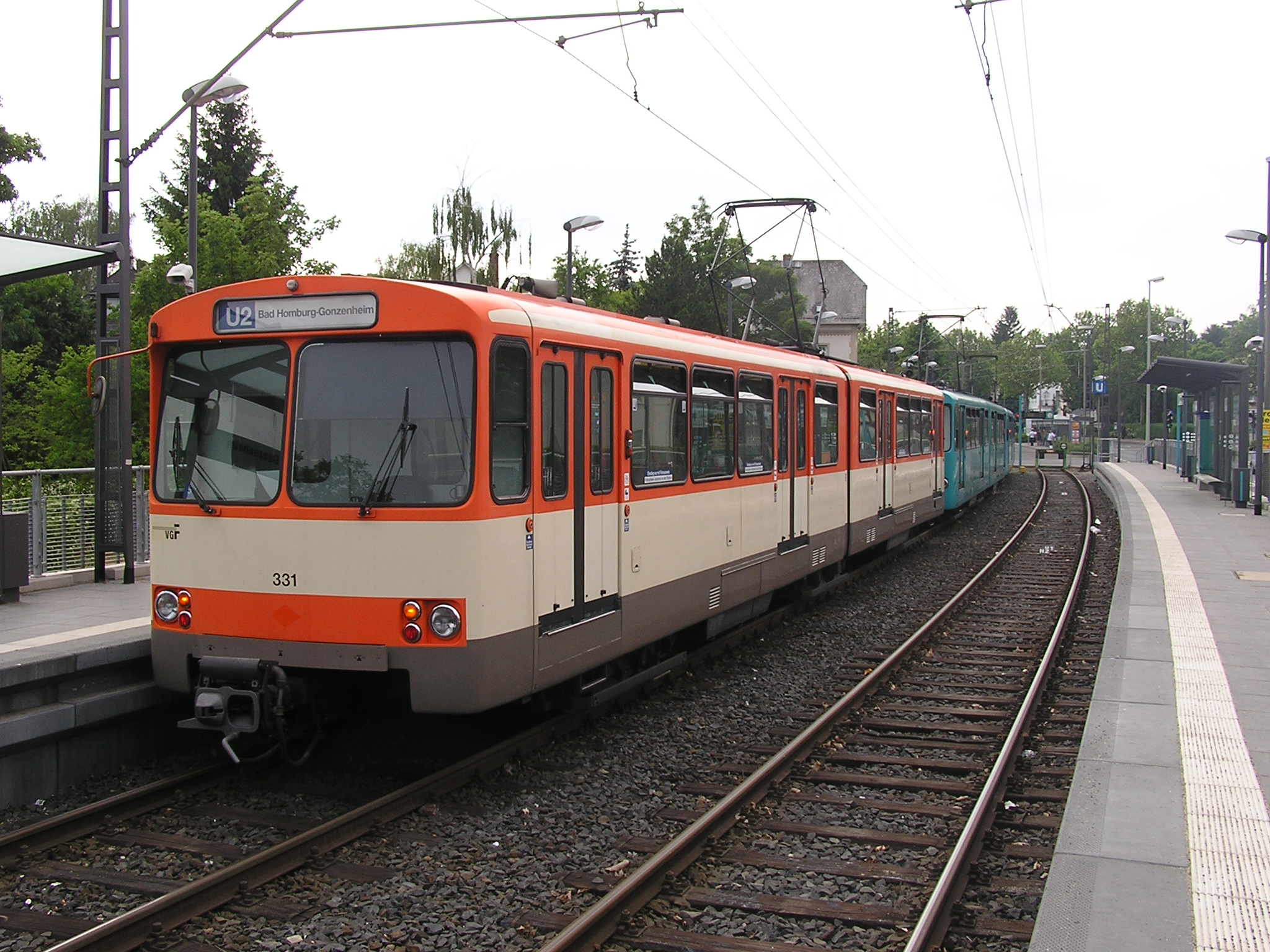
U2-Triebwagen in Gonzenheim (2008)

Gleichwohl fuhren in Bad Homburg noch viele Jahre lang elektrische Bahnen durch die Stadt. Seit dem 4. Mai 1910 benutzte die Frankfurter Lokalbahn AG (FLAG), die ebenfalls zur Lahmeyer-Gruppe gehörte, mit ihrer Linie 25 (Frankfurt–Bad Homburg), von Frankfurt kommend, die Gleise in der Innenstadt. Die Fahrzeuge der FLAG waren im Depot Höhestraße stationiert. Die FLAG fuhr bis zum 4. Juli 1962 zum Marktplatz, anschließend nur noch im Abschnitt Rondell–Alter Bahnhof (heute Rathaus).
Am 19. Dezember 1971 wurde der Betrieb der Linie 25 eingestellt, die Schienen im Stadtgebiet von Bad Homburg in der Folgezeit weitestgehend abgebaut. Damit war die gesamte Innenstadt schienenfrei. Die bisherige Straßenbahnlinie 25 wurde auf U-Bahn-Betrieb umgestellt und erhielt zunächst die Liniennummer A2 (heute: U2). Dabei wurde die Endstation vom Bad Homburger Alten Bahnhof (heute Rathaus) in den Stadtteil Gonzenheim zurückgezogen, da eine Führung der Stadtbahn-Fahrzeuge des Typs U2 wegen der Breite von 2,65 m im Straßenraum nicht möglich war. Für die Homburger Innenstadt brachte die neue Lösung wegen des Umsteigezwangs mehr Nach- als Vorteile.

## Planungen
Bereits seit den 1980er Jahren gibt es Pläne, die bis Gonzenheim verkehrende U2 zu verlängern. Gegen geplante Trassen für einen eigenen Bahnkörper leisteten Anlieger und Naturschützer erfolgreich Widerstand. Zeitweise verhinderte auch der Frankfurter Verkehrsverbund den Weiterbau, weil es sich angeblich um einen Parallelverkehr zur S-Bahnlinie S5 handele. Die 2005 gefundene Vorzugsvariante ging 2011 in die Planfeststellung, der Beschluss wurde 2016 vom Regierungspräsidium Darmstadt erteilt. Es folgten Klagen vor den Verwaltungsgerichten. Im Jahr 2018 sprachen sich bei einem Bürgerentscheid 70 % der Wähler für eine Verlängerung der U2 aus. Die aktuelle Planung sieht eine Weiterführung der U2 bis in den Bahnhof vor, wobei ein Abschnitt ab dem derzeitigen Endpunkt untertunnelt und anschließend die Trassenführung der Homburger Bahn mitbenutzt werden soll. Im Jahr 2024 gab es erste bauvorbereitende Maßnahmen. Baubeginn ist frühestens 2025.